# Conyers Middleton

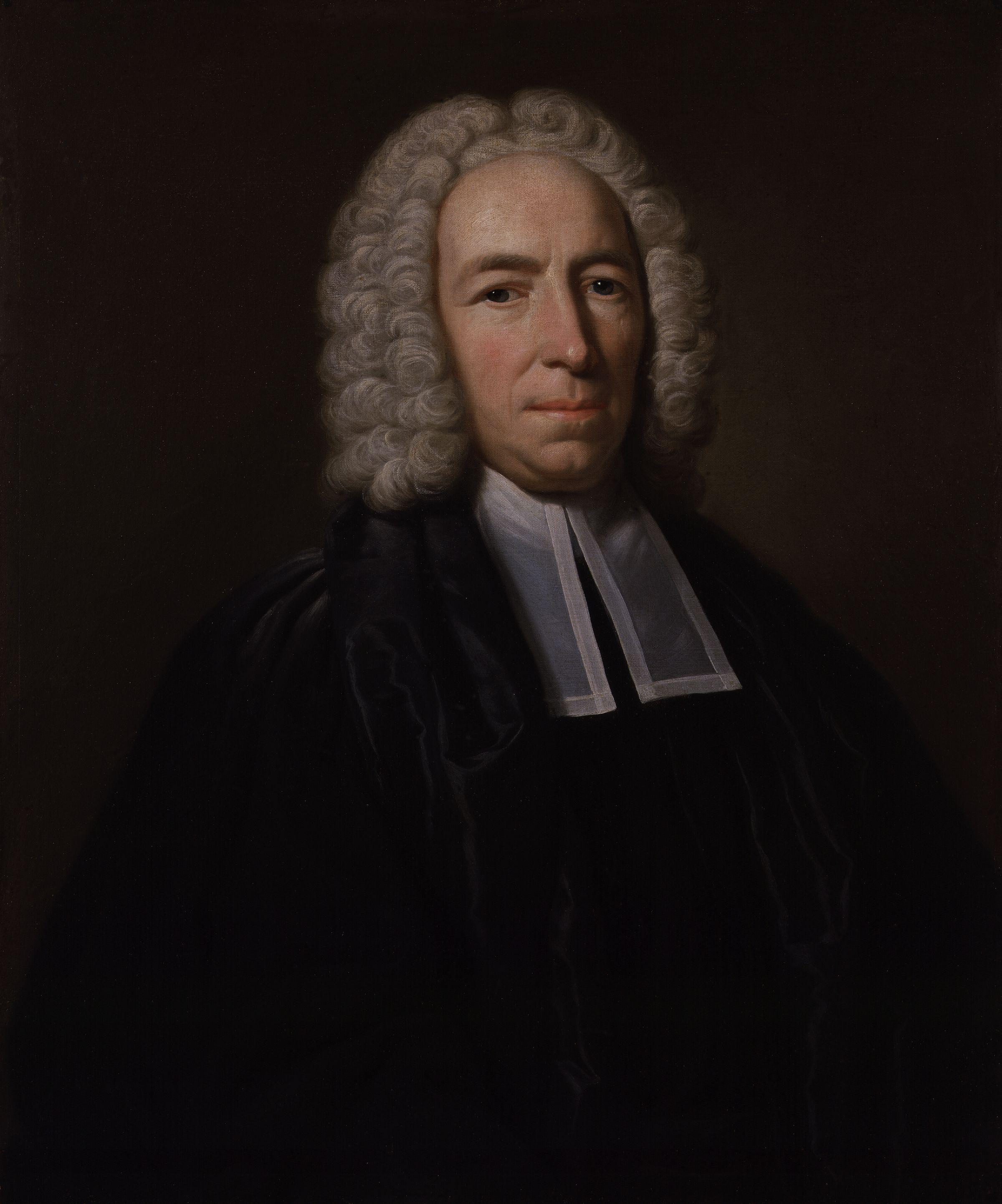
Porträt von John Giles Eccardt

Conyers Middleton (* 27. Dezember 1683 in Richmond, Yorkshire, England; † 28. Juli 1750 in Hildersham bei Cambridge) war ein englischer Geistlicher und Autor des beginnenden 18. Jahrhunderts.

## Leben
Middleton besuchte die Schule in York und besuchte ab dem Wintersemester 1698/1689 das Trinity College in Cambridge. Er war der Sohn des Geistlichen William Middleton, der in Hinderwell, North Riding, Yorkshire wirkte. In Cambridge wurde er 1703 Bachelor of Arts (B.A.) und schloss 1706 mit dem Master of Arts (M.A.) ab. Im gleichen Jahr erhielt er ein Stipendium (Fellowship) an der University of Cambridge. Es folgten 1707 die Ordination zum Diakon in Ely und die Ordination zum Priester am 29. Februar 1709. 1717 verzichtete er auf sein Stipendium in Cambridge und heiratete. Im selben Jahr wurde er Doctor of Divinity (D.D.).
In den Jahren 1721 bis 1750 war Middleton Bibliothekar in Cambridge und von 1725 bis zu seinem Tod war er Rector der Kirche in Coveney in Cambridgeshire. In den Jahren 1732 bis 1734 war er in Cambridge der erste Inhaber der Stiftungsprofessur Woodwardian Professor of Geology. Seine dritte Ehe schloss Middleton am 5. Juni 1747 in Petersham in Surrey.
Middleton war ein streitbarer Autor, der sich mit führenden theologischen Strömungen im England seiner Zeit auseinandersetzte. Seine Arbeit als Bibliothekar und sein Werk über das Leben Ciceros waren ebenfalls umstritten. Sein Werk Life of Cicero aus dem Jahr 1741 wurde von Samuel Parr und anderen des Plagiats bezichtigt (mit William Bellenden als Vorlage). Er wurde aber von seinen Zeitgenossen, zum Beispiel Alexander Pope, für seinen Stil gerühmt.

## Werke
- 1719: Some Remarks upon a Pamphlet entitled «The Case of Dr Bentley further stated and vindicated …».
- 1723: Bibliothecæ Cantabrigensis ordinandæ Methodis quæ ebus …
- 1729: A Letter from Rome, showing an Exact Conformity between Popery and Paganism, (dt.: Ein Brief aus Rom, der aufzeigt, dass das Papsttum und das Heidentum exakt übereinstimmen)
- 1741: The History of the Life of Marcus Tullius Cicero, London, (dt.: Die Lebensgeschichte des Marcus Tullius Cicero). 1750: Neuauflage in drei Bänden; Innys, London.
- 1747: The Roman Senate, (dt.: Der Römische Senat)
- 1749: A Free Enquiry into the Miraculous Powers, which are Supposed to Have Subsisted in the Christian Church, (dt.: Eine freimütige Untersuchung in die wunderbaren Kräfte, von denen man annimmt, das sie in der Christlichen Kirche vorkamen)
- postum 1752: Reflections on the Variations, or Inconsistencies, which are Found among the Four Evangelists, (dt.: Betrachtungen über die Unterschiede oder Widersprüche, die man bei den vier Evangelisten findet)
- Middleton, Conyers. In: Encyclopædia Britannica. 11. Auflage. Band 18: Medal – Mumps. London 1911, S. 415–416 (englisch, Volltext [Wikisource]).